# 136-os busz (Budapest, 1977–1999)
A budapesti 136-os jelzésű autóbusz a Pestszentlőrinc, MÁV-állomás és Jahn Ferenc Kórház között közlekedett. A vonalat a Budapesti Közlekedési Vállalat üzemeltette.

## Története
1971. március 15-étől 36B jelzésű buszok közlekedtek Pestszentlőrinc, MÁV-állomás és a pestlőrinci KISZ-lakótelep (mai Szent Lőrinc-telep) között. Az 1977. január 1-jei átszámozásokkor a 136-os jelzést kapta. 1977. március 1-jén a Nagykőrösi útig, majd 1981. március 1-jén a Jahn Ferenc Kórházig hosszabbították. 1981. május 4-én indult 136A jelzésű betétjárata a Pestlőrinc, MÁV-állomás és a Nagykőrösi út között, mely 1983. december 30-án megszűnt.
A járat 1999. február 28-án megszűnt, helyét a meghosszabbított útvonalon közlekedő 19-es busz vette át.

## Útvonala
| Jahn Ferenc Kórház felé: | Pestszentlőrinc, MÁV-állomás felé: |
| --- | --- |
| Pestszentlőrinc, MÁV-állomás vá. – Jegenye fasor – Lakatos út – Üllői út – Baross utca – Margó Tivadar utca – Kele utca – Méta utca – Szentlőrinci út – Köves út – Jahn Ferenc Kórház vá. | Jahn Ferenc Kórház vá. – Köves út – Szentlőrinci út – Méta utca – Kele utca – Fiatalság utca – Baross utca – Kossuth Lajos utca – Városház utca – Üllői út – Lakatos út – Jegenye fasor – Pestszentlőrinc, MÁV-állomás vá. |

## Megállóhelyei
| 0  | Pestszentlőrinc, MÁV-állomás végállomás     | 14 | 17, 17, 36, 98 Pestszentlőrinc |
| 1  | Lakatos út (↓) Jegenye fasor (↑)            | 13 | 17, 17, 36, 93, 95, 98, 98     |
| 2  | Dolgozó út                                  | 12 | 36, 82, 82A                    |
| 3  | Üllői út (↓) Lakatos út (↑)                 | 11 | 36, 93 50                      |
| 4  | Kemény Zsigmond utca (↓) Építő út (↑)       | 10 | 36, 93 50                      |
| ∫  | Teleki utca                                 | 10 | 36, 93 50                      |
| ∫  | Thököly út                                  | 10 | 36, 93 50                      |
| 5  | Baross utca (↓) Kossuth Lajos utca (↑)      | 9  | 36, 93 50                      |
| 6  | Margó Tivadar utca                          | 8  | 36, 136                        |
| 7  | Kinizsi Pál utca (↓) Fiatalság utca (↑)     | 7  | 136                            |
| 8  | Szent Lőrinc-telep                          | 6  |                                |
| 9  | Pozsony utca (↓) Ipacsfa utca (↑)           | 5  | 194                            |
| 10 | Besence utca                                | 4  | 194                            |
| 11 | Nagykőrösi út                               | 3  | 54, 54                         |
| 12 | Írisz utca                                  | 2  |                                |
| 13 | Mesgye utca                                 | 1  | 59, 123 Soroksár               |
| 14 | Pesterzsébet, Jahn Ferenc Kórház végállomás | 0  | 19, 59, 123 Soroksár           |